# Занки (село)
За́нки (укр. Занки) — село (до 2010 г. — посёлок), Слобожанская поселковая община, Чугуевский район, Харьковская область, Украина.
Код КОАТУУ — 6321782003. Население по переписи 2001 года составляло 62 (34/28 м/ж) человека.

## Географическое положение
Село Занки находится в шести км от реки Северский Донец (левый берег) и равноудалено на расстояние ~5 км от населённых пунктов:
Гине́евка,
Украинское,
Да́чное,
Лима́н,
Слобожа́нское (б. Комсомольское).
Рядом с селом расположена железнодорожная станция ЮЖД Занки.

## История
- 1680 — дата основания.
- При СССР рядом с селом, в Курортном, располагался Третий Украинский тубсанаторий Харьковского управления курортами, санаториями и домами отдыха ВЦСПС для больных туберкулёзом; находившийся в сосновом бору вблизи Северского Донца и имевший «оборудованные совершенной медаппаратурой кабинеты и лаборатории.»[2] Путёвка на курс лечения для больных открытой формой туберкулёза в санаторий на 60 дней в 1953 году стоила 2000 советских рублей.[2] Санаторий был расположен в «условиях ровного климата при средней температуре летом + 20 градусов.»[2]